# Neomarica glauca
Neomarica glauca là một loài thực vật có hoa trong họ Diên vĩ. Loài này được (Seub. ex Klatt) Sprague miêu tả khoa học đầu tiên năm 1928.